# Anmin, Heilongjiang
Anmin (kinesiska: 安民, 安民乡) är en socken i Kina. Den ligger i provinsen Heilongjiang, i den nordöstra delen av landet, omkring 100 kilometer nordväst om provinshuvudstaden Harbin. Antalet invånare är 26 908. Befolkningen består av 13 164 kvinnor och 13 744 män. Barn under 15 år utgör 13,0 %, vuxna 15-64 år 80 %, och äldre över 65 år 6,0 %.
Runt Anmin är det ganska tätbefolkat, med 192 invånare per kvadratkilometer. Närmaste större samhälle är Songzhan, 12,4 km öster om Anmin. Trakten runt Anmin består till största delen av jordbruksmark.
Genomsnittlig årsnederbörd är 767 millimeter. Den regnigaste månaden är juli, med i genomsnitt 207 mm nederbörd, och den torraste är januari, med 5 mm nederbörd.